# North American Breeding Bird Survey

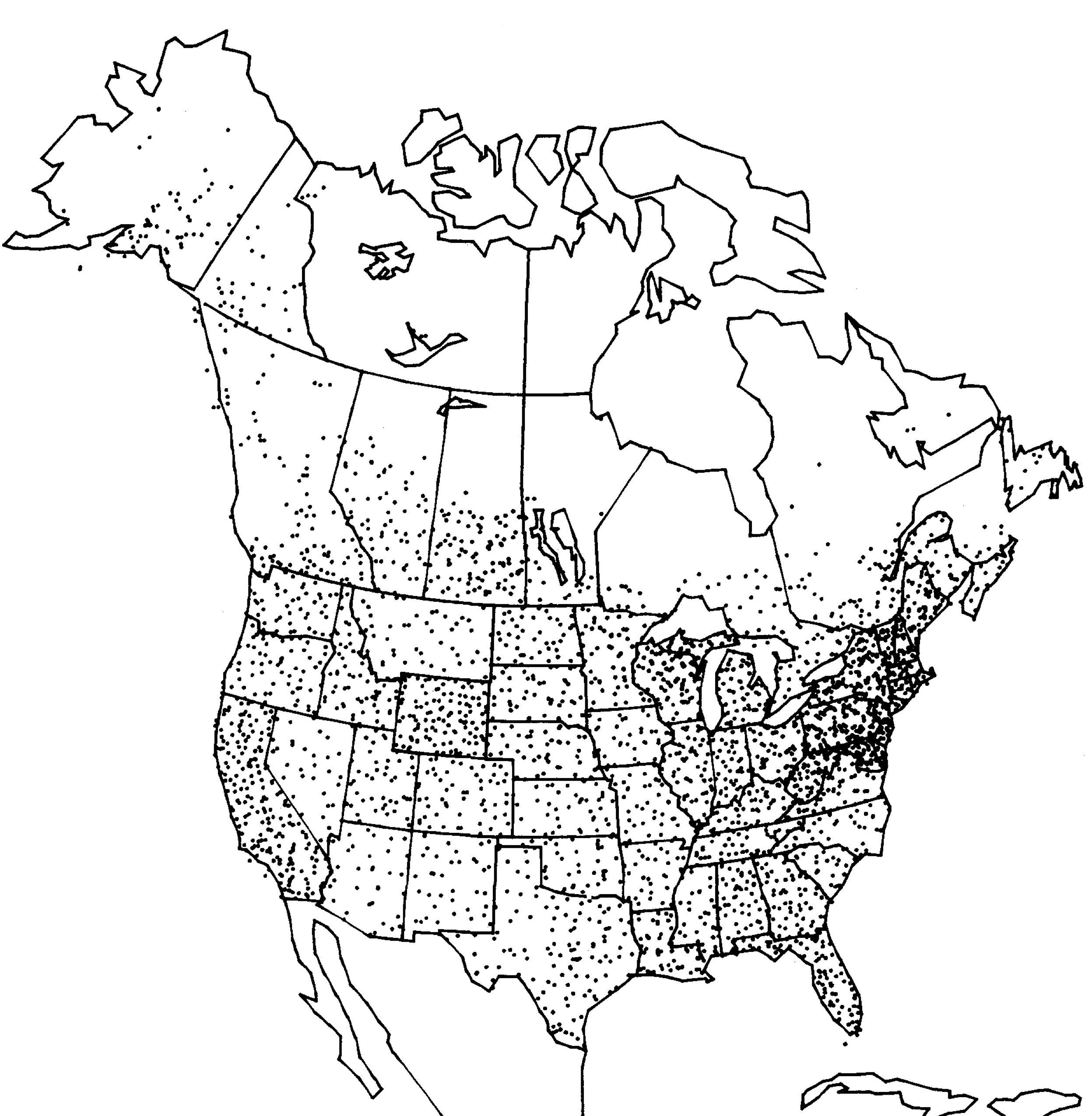
Locaties van BBS-tellingen in 1990

De North American Breeding Bird Survey ('Noord-Amerikaans Broedvogelonderzoek'), afgekort BBS, is een samenwerkingsverband van het Patuxent Wildlife Research Center van de United States Geological Survey en de Canadian Wildlife Service van de Canadese regering.
Het doel van de organisatie is het onderzoeken van de status en populatietrends van vogelpopulaties in Noord-Amerika. De data wordt met name tijdens het broedseizoen door duizenden vrijwilligers verzameld op verschillende locaties in de Verenigde Staten, Canada en Alaska.
Sinds de oprichting in 1966 zijn van ruim vierhonderd vogelsoorten gegevens verzameld. De United States Fish and Wildlife Service, Canadian Wildlife Service en Partners in Flight gebruiken deze data voor het prioriteren van projecten voor vogelbescherming. Ook stelt de BBS haar gegevens ter beschikking gesteld aan andere natuurverenigingen, aan wetenschappers en aan het algemene publiek.